# Ehrenhain im Feldlager Kundus

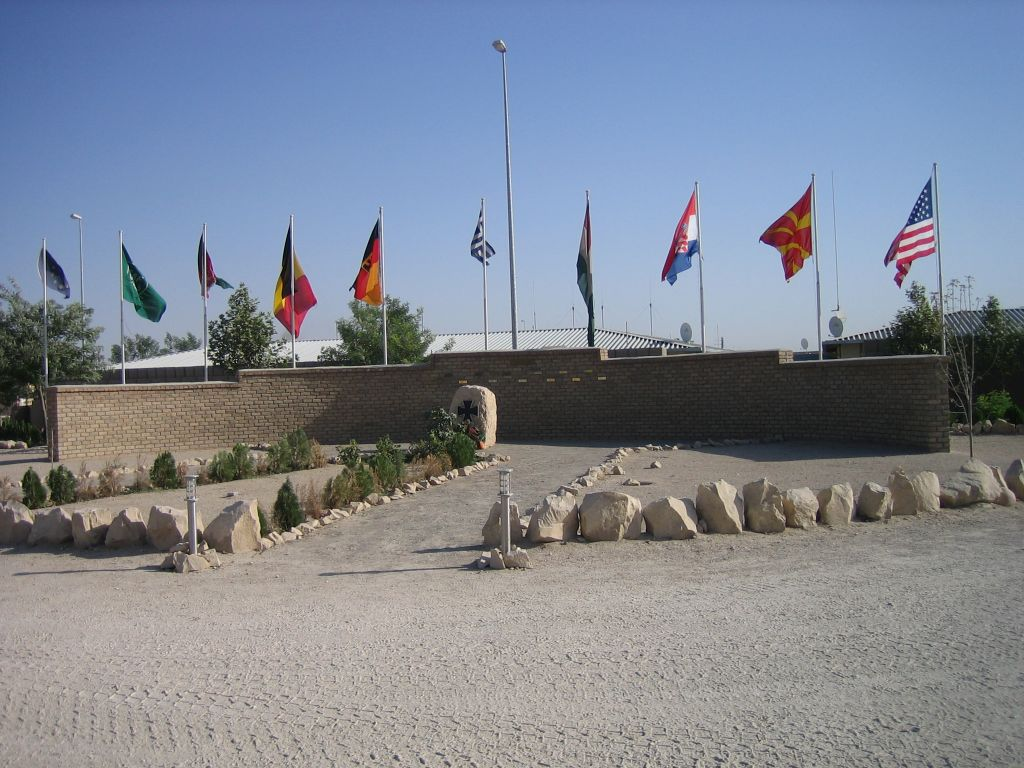
Ehrenhain im deutschen Feldlager Kundus, Afghanistan, 2009

Der Ehrenhain im Feldlager Kundus war bis Oktober 2013 eine Gedenkstätte der Bundeswehr für die gefallenen und verstorbenen Soldaten während der ISAF-Mission im Rahmen des Krieges in Afghanistan.

## Beschreibung
Der Ehrenhain befand sich innerhalb des ehemaligen Feldlagers Kundus der Bundeswehr am Rande der nordafghanischen Provinzhauptstadt Kundus.
Er stand innerhalb eines ca. 25 × 20 Meter großen Schotterplatzes und bestand aus einer bogenförmig angeordneten Mauer und einem davor befindlichen Gedenkstein, welcher mit dem Hoheitszeichen der Bundeswehr, dem stilisierten Eisernen Kreuz, versehen war. An der Mauer waren die 20 Gedenktafeln der im Einsatz gefallenen und verstorbenen Soldaten befestigt. Auf den Gedenktafeln standen Name und Vorname der Toten.
Zum Ehrenhain gehörten auch zehn Fahnenmasten. An den Masten waren die sieben Flaggen der im Camp Kundus beheimateten Nationen, die Flagge der NATO, die von Afghanistan und die ISAF-Flagge gehisst. Der deutsche Fahnenmast war der fünfte von links.
Neue Gedenktafeln wurden nach dem Tod von Soldaten im Verlauf einer Gedenkzeremonie am Ehrenhain enthüllt, während die Flagge der Bundesrepublik auf halbmast stand.

## Wiederaufbau in Deutschland
Der Ehrenhain wurde im Oktober 2013 kurz vor der Übergabe des Feldlagers an die afghanische Armee abgebaut, nach Deutschland überführt und im Wald der Erinnerung in Schwielowsee in verkleinerter Form zusammen mit anderen während der Auslandseinsätze der Bundeswehr entstandenen Ehrenhainen rekonstruiert. Er hat jetzt eine Fläche von ca. 10 × 10 Meter und ist für jedermann zugänglich.

## Bekannte Besucher der Ehrenhaine
- Horst Köhler, Bundespräsident
- Karl-Theodor zu Guttenberg, Verteidigungsminister
- Guido Westerwelle, Außenminister[2]
- Hellmut Königshaus, Wehrbeauftragter[3]
- Angela Merkel, Bundeskanzlerin